# Willy von Rother
Willy von Rother (* 22. August 1870 in Lüben, Provinz Schlesien; † 17. Januar 1927) war ein deutscher Rittergutsbesitzer und Verwaltungsbeamter.

## Leben
Willy von Rother war Sohn des Rittergutsbesitzers und Landrats Julius von Rother und der Klara geborene von Ruffer. Nach dem Besuch der Ritterakademie Liegnitz studierte er an der Universität Lausanne, der Schlesischen Friedrich-Wilhelms-Universität Breslau und der Rheinischen Friedrich-Wilhelms-Universität Bonn Rechtswissenschaften. 1891 wurde er Mitglied des Corps Borussia Bonn. Als Referendar a. D. war er Herr auf Rogau, Amtsvorsteher und Kirchenpatron. Als Landesältester war er von 1917 bis 1920 Landrat des Landkreises Liegnitz. Zuletzt war er Generallandschafts-Repräsentant. Von Rother war Reserveoffizier im Husaren-Regiment „von Schill“ (1. Schlesisches) Nr. 4. Mit Ruth Gräfin von Schweinitz war er kinderlos verheiratet.